# Piedras Negras, Oaxaca
Piedras Negras är en ort i Mexiko.   Den ligger i kommunen San José Tenango och delstaten Oaxaca, i den sydöstra delen av landet, 290 km sydost om huvudstaden Mexico City. Piedras Negras ligger 861 meter över havet och antalet invånare är 299.
Terrängen runt Piedras Negras är huvudsakligen kuperad, men söderut är den bergig. Piedras Negras ligger nere i en dal. Runt Piedras Negras är det ganska tätbefolkat, med 104 invånare per kvadratkilometer. Närmaste större samhälle är Huautla de Jiménez, 11,7 km väster om Piedras Negras. I omgivningarna runt Piedras Negras växer i huvudsak städsegrön lövskog.